# Tour Légende
La tour Légende (anciennement EDF) ou PB6 est un gratte-ciel de bureaux situé dans le quartier d'affaires de La Défense, en France (précisément à Puteaux). Ses architectes sont l'agence d'architecture New Yorkaise Pei Cobb Freed & Partners associé aux architectes français Jean Rouit et Roger Saubot. 
La tour Légende appartient depuis 2019 au fonds souverain singapourien GIC Private Limited qui en a fait l'acquisition pour environ 550 M€ . En 2023, l'entreprise française Morning y ouvre son nouvel espace de travail.

## Construction
Construite en 2001 pour le compte de la société Électricité de France, elle mesure 165 m de haut. Le plan de la tour est lenticulaire ; dans sa longueur maximale, la tour mesure plus de 70 m de long tandis que sa largeur maximale n'excède pas 32 m.

## Caractéristiques
La caractéristique principale de la tour réside dans l'extrusion d'une forme conique sur les 26 premiers étages de l'entrée nord ; la tour est donc plus longue à son sommet qu'à sa base. L'entrée nord est également surmontée d'un auvent circulaire de 24 m de diamètre.
La tour a d'autres caractéristiques moins remarquables. Le sommet de l'excavation conique est à la même hauteur que le plafond (et non le toit) de la Grande Arche. La tour est aussi orientée perpendiculairement à l'arche ; l'axe de celle-ci passant d'ailleurs exactement au niveau du centre du disque surmontant l'entrée.
La façade alterne des bandes horizontales en acier et des vitres.
Dans le plan-masse de la Défense, l'emplacement de la tour avait pour nom de code « PB6 ». Ce nom est encore utilisé couramment par les employés pour désigner la tour. La première lettre est définie par l'initiale de la commune où est implanté l'ouvrage (P pour « Puteaux »), la deuxième définit la typologie du bâtiment (B pour « bureaux ») et le numéro correspond au numéro cadastral (ici la parcelle no 6). L'attribution de ce code est identique pour toutes les tours de la Défense.

## Iconographie

Tours Légende (gauche) & Atlantique (droite)
Tour EDF en octobre 2008